# Georg Kutz
Georg Kutz war ein deutscher Tischtennisspieler. Er war 1935 deutscher Meister im Einzel.
Zwischen 1934 und 1937 bestritt er 16 Länderspiele und nahm an zwei Weltmeisterschaften teil. Im Dezember 1940 wurde Kutz zum Fachwart des Distrikt Warschau ernannt. In dieser Funktion organisierte er Tischtennisturniere, an denen zahlreiche bekannte deutsche Spieler als Soldaten teilnahmen.
Es ist nicht bekannt, wann Kutz geboren wurde und wann er starb. Er lebte in Stettin.

## Erfolge
- Teilnahme Tischtennisweltmeisterschaften mit der deutschen Mannschaft
  - 1936 in Prag: 11. Platz mit Herrenteam
  - 1937 in Baden: 11. Platz mit Herrenteam
- Nationale deutsche Meisterschaften
  - 1935 Stettin:              Einzel 1. Platz
  - 1936 Gelsenkirchen:   Einzel 2. Platz (hinter Dieter Mauritz)
- Internationale Deutsche Meisterschaften
  - 1937 Berlin:         Doppel 2.Platz (mit Dieter Mauritz)

- Rangliste
  - 1935: 1. Platz in der deutschen Rangliste

## Turnierergebnisse
| Verband | Veranstaltung     | Jahr | Ort  | Land | Einzel     | Doppel    | Mixed     | Team |
| ------- | ----------------- | ---- | ---- | ---- | ---------- | --------- | --------- | ---- |
| GER     | Weltmeisterschaft | 1936 | Prag | TCH  | letzte 128 | letzte 32 | letzte 32 | 11   |